# لوکریدگ (آیووا)
لوکریدگ (به انگلیسی: Lockridge) شهری در ایالت آیووا کشور ایالات متحده آمریکا است که جمعیت آن در سرشماری سال ۲۰۱۰ میلادی، ۲۶۸ نفر بوده‌است.